# PlasticsEurope
PlasticsEurope est le lobby européen des producteurs de matières plastiques.

## Lobbying
PlasticsEurope est le lobby des producteurs de matières plastiques. L'organisation regroupe plus de cent producteurs de matières plastiques.
PlasticsEurope est inscrit depuis 2018 au registre des représentants d'intérêts de la Haute autorité pour la transparence de la vie publique. Il déclare pour 2022 des dépenses de lobbying en France pour un montant compris entre 50 000 et 75 000 euros.
PlasticsEurope est inscrit depuis 2013 au registre européen des représentants d'intérêts. Il déclare pour l'année 2021 des dépenses de lobbying pour un montant compris entre 3 500 000 et 4 000 000 euros.
En 2019, l'organisation s'oppose à la contrainte réglementaire en matière de recyclage des matières plastiques. En 2021, PlasticsEurope s'oppose à la politique européenne de réduction des microplastiques. En 2022, PlasticsEurope participe à l'opération clean sweep de recueil des granulés de plastique en Flandres.
Lors des discussions organisées à Paris pour établir un traité international sur la pollution plastique en 2023, son représentant est un ancien cadre de TotalEnergies. Pour Delphine Lévi Alvarès, le discours du lobby promeut certes le recyclage, la décarbonation de la production et, parfois, les bioplastiques, mais il s'agit d'une stratégie de diversion pour ne pas évoquer la nécessité vitale de réduire la production de plastique.
En mars 2023, la cour de justice de l'Union Européenne rejette le recours en appel de PlasticsEurope qui contestait l'impact négatif du Bisphénol A.